# 11式122mm自走ロケット砲
11式122mm自走ロケット砲（PHZ-11、簡体字：11式122毫米自行火箭炮）は、中華人民共和国の40連装122mm多連装ロケット砲である。

## 概要
11式122mm自走ロケット砲は89式122mm自走ロケット砲の後継として開発された装軌式多連装ロケット砲。PZH-10多連装ロケット砲をベースとしており、限られた数のみ生産されていたPZH-10と比較し11式は2022年までの段階で中国人民解放軍陸軍に就役していたと考えられる。
11式の車体は05式155mm自走榴弾砲や09式自走対空機関砲のPZL11と呼ばれるシャーシを使用しており、外見はアメリカのMLRSに類似し、MLRSと同様に操縦室に装甲が備えられている。これにより小銃弾や榴弾片などから乗組員を防護する事が可能であり、さらにロケット弾の発射は車内から降りる事無く車内からの操作が可能。MLRSとの相違点として主にはロケット弾の射程が短い、誘導がされないなどの相違点が存在する。
11式のロケット弾の再装填は弾薬補給車もしくは手動によって行われ、双方とも10分での再装填が可能となっている。

## 運用国
中華人民共和国
- 中国人民解放軍陸軍